# مرکوری توپاز

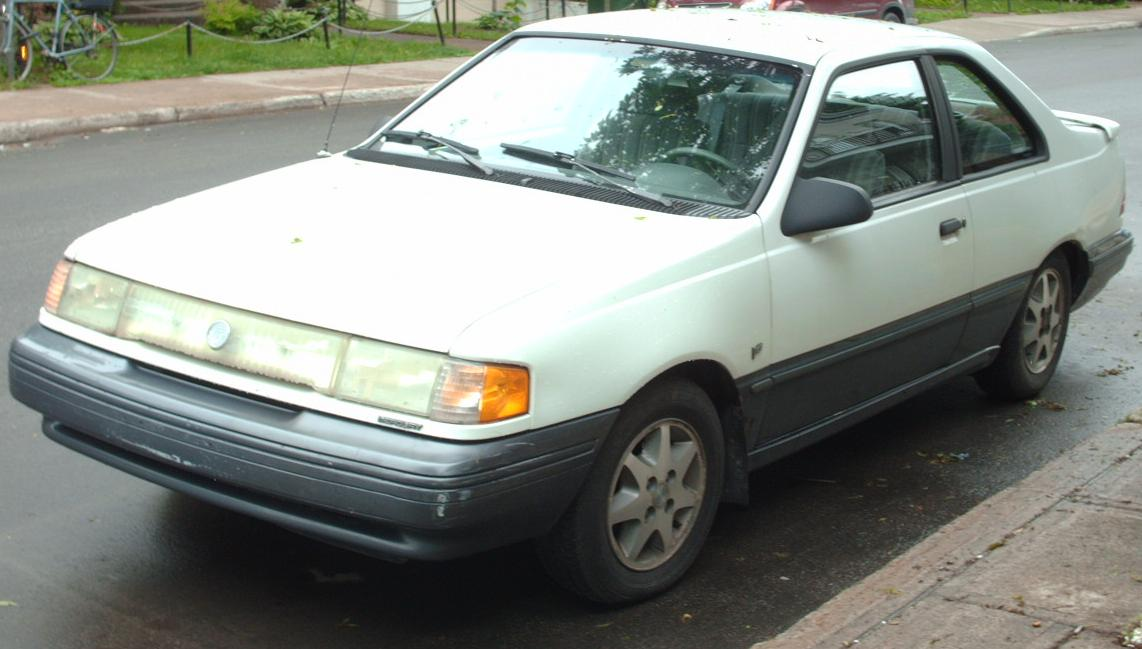

مرکوری توپاز (Mercury Topaz) خودرویی است که در سال‌های ۱۹۸۴–۱۹۹۴در کانادا تولید شده‌است. طراحی آن موتور جلو، خودرو محور جلو، خودرو چهار چرخ محرک بوده است. 